# Ик-Киль
Ик-Киль (исп. Ik Kil) — идеально круглый сенот (форма карстовой воронки) неподалёку от городка Писте (муниципалитет Тинум, штат Юкатан, Мексика). Расположен в северо-центральной части полуострова Юкатан в пяти километрах от древнего священного города Чичен-Ица. С юкатекского языка Ик Киль переводится как «место, где рождается ветер». В озере обитают рыбы, лианы свисают сверху почти до самой воды, но трогать их запрещено.
Древние майя использовали сенот как место приношений (в том числе жертвенных) богу молний, воды и дождя Чаку.
Диаметр озера составляет 60 метров, глубина, по разным данным, 40 или 90 метров. В 2010, 2011 и 2014 годах Ик-Киль был местом проведения состязаний по прыжкам в воду Red Bull Cliff Diving World Series.
- Вид на сенот сверху
- В сеноте разрешено купание
- Спуск в сенот
- Сувенирный магазин